# Racková
Racková je obec v okrese Zlín ve Zlínském kraji. Žije zde 835 obyvatel.
Součástí obce jsou též samoty Kučovanice, Strhanec a Opršálka, přičemž všechny měly v minulosti status místních částí. Dříve měla status místní části i zástavba zvaná V Revíru, rozkládající se dnes v sousedství lesa na jihovýchodním okraji intravilánu obce. Vedle těchto výše zmíněných částí, zahrnuje zástavba obce i zástavbu bývalé obce Franckovice, která je však již zcela srostlá se zástavbou vlastní Rackové.

## Název
Původní jméno vesnice bylo Rackova (tj. ves nebo lhota) a bylo odvozeno od osobního jména Racek, což byla domácká podoba jména Radslav či Ratslav. Změna přivlastňovacího přídavného jména (-ova) na přídavné jméno se složeným skloňováním (-ová) byla typická pro podhůří Hostýnských vrchů.

## Historie
První písemná zmínka o obci pochází z roku 1397 (Raczkowa).
Roku 1793 vznikla rozparcelováním zdejšího dvora nová obec Franckovice. Ke sloučení obou obcí došlo roku 1949.

## Obyvatelstvo
| Rok            | 1869 | 1880 | 1890 | 1900 | 1910 | 1921 | 1930 | 1950 | 1961 | 1970 | 1980 | 1991 | 2001 | 2011 | 2021 |
| -------------- | ---- | ---- | ---- | ---- | ---- | ---- | ---- | ---- | ---- | ---- | ---- | ---- | ---- | ---- | ---- |
| Počet obyvatel | 543  | 581  | 616  | 615  | 657  | 640  | 680  | 696  | 728  | 713  | 678  | 692  | 662  | 785  | 818  |
| Počet domů     | 90   | 110  | 116  | 117  | 121  | 123  | 130  | 167  | 167  | 167  | 172  | 204  | 206  | 262  | 292  |

## Obecní správa

### Obecní symboly
Znak a vlajka byly obci uděleny rozhodnutím předsedy Poslanecké sněmovny Parlamentu České republiky dne 26. listopadu 1999.

## Pamětihodnosti
- Kaplička svatého Floriána na okraji vesnice

## Galerie

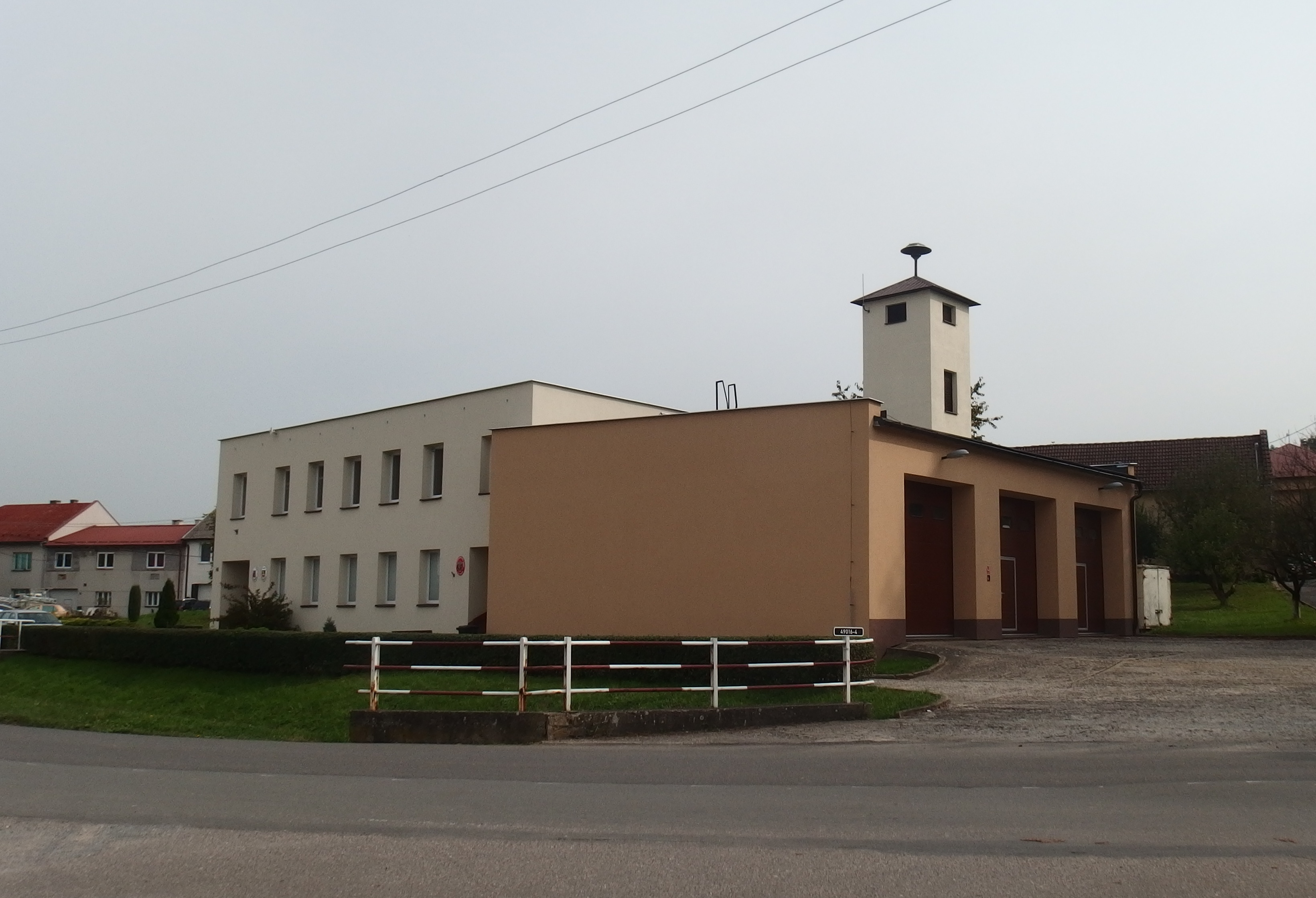
Obecní úřad s hasičskou zbrojnicí
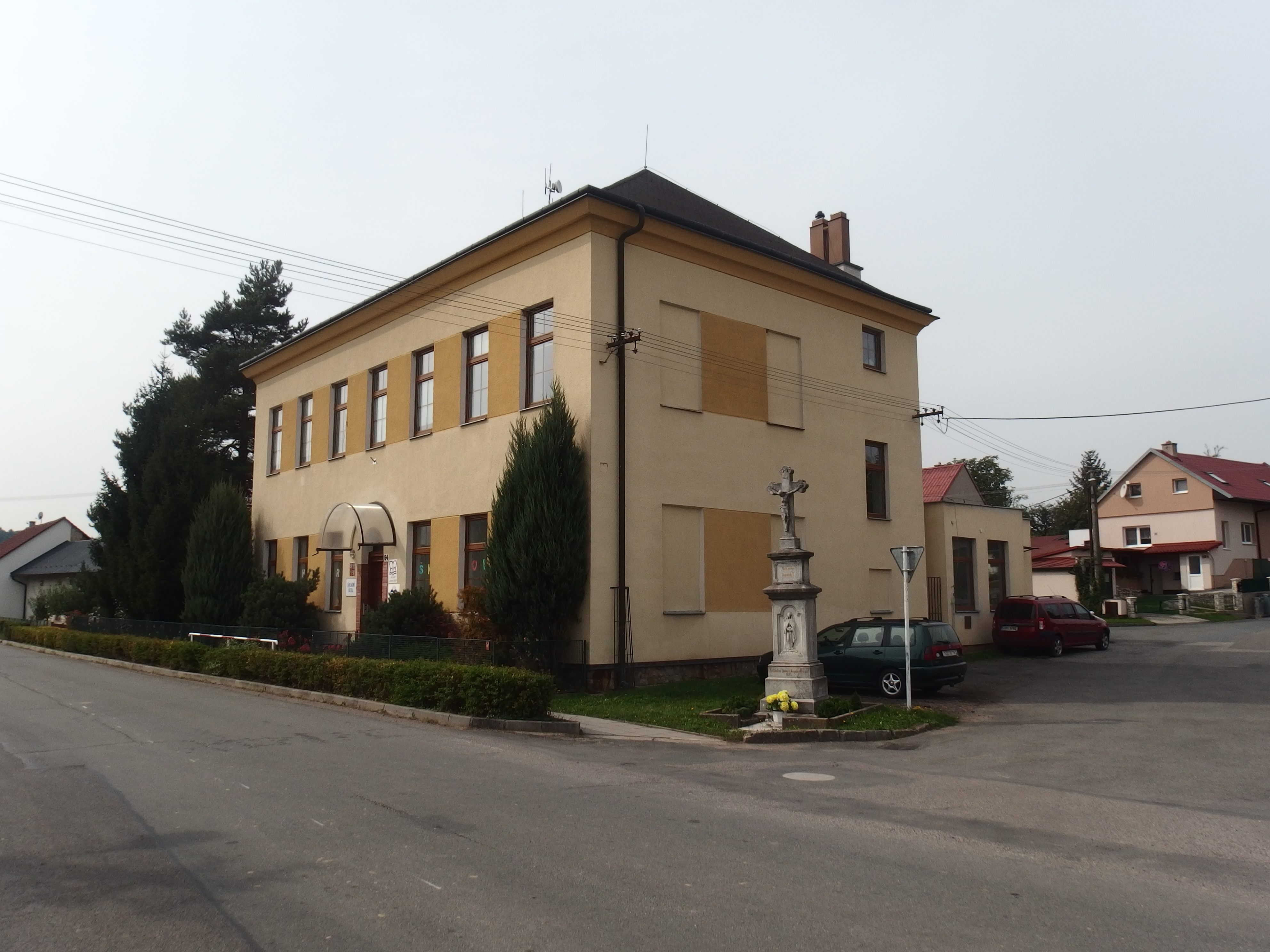
Základní škola
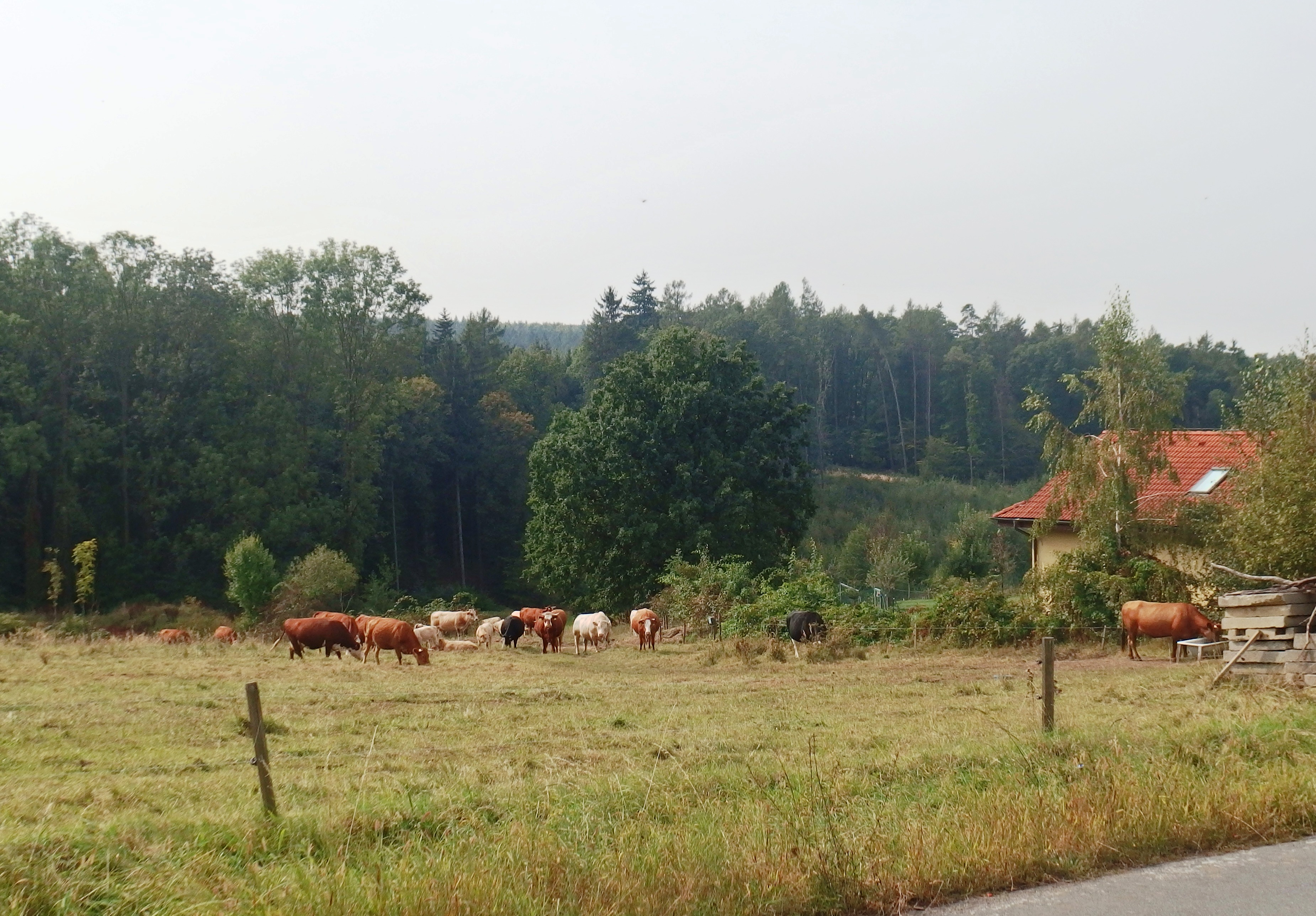
Chov skotu
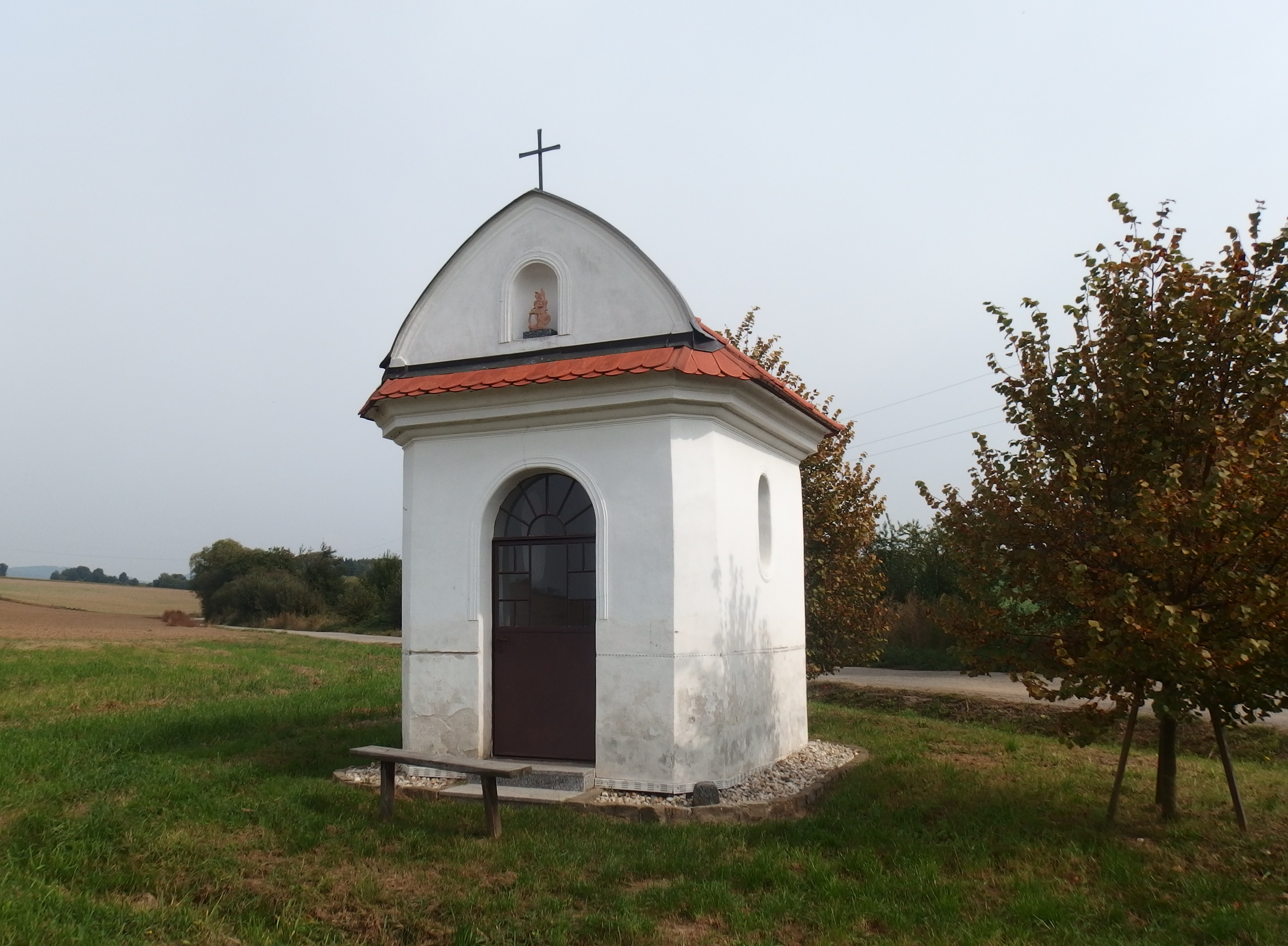
Památkově chráněná kaple svatého Floriána na okraji vesnice

## Zajímavosti
Jsou zde tři hospody, letiště a do nedávna i koupaliště.
Své dětství zde prožila Adéla Sýkorová, česká sportovní střelkyně a držitelka bronzové medaile z LOH 2012 v Londýně.